# Oren Peli
Oren Peli (en hébreu אורן פלי), né le 21 janvier 1970, est un réalisateur, scénariste et producteur israélien connu pour le film américain Paranormal Activity sorti en 2009.
Auparavant, Oren Peli était un programmeur de jeux vidéo (Mortal Kombat 3, WWF Raw…).

## Filmographie

### En tant que réalisateur
- 2007 : Paranormal Activity
- 2015 : Area 51

### En tant que producteur
- 2007 : Paranormal Activity de lui-même
- 2010 : Paranormal Activity 2 de Tod Williams
- 2011 : Insidious de James Wan
- 2011 : Paranormal Activity 3 d'Henry Joost et Ariel Schulman
- 2012 : Chroniques de Tchernobyl de Bradley Parker
- 2012 : Paranormal Activity 4 d'Henry Joost et Ariel Schulman
- 2013 : The Lords of Salem de Rob Zombie
- 2013 : Insidious : Chapitre 2 de James Wan
- 2014 : Paranormal Activity: The Marked Ones de Christopher Landon
- 2015 : Area 51 de lui-même
- 2015 : Insidious : Chapitre 3 de Leigh Whannell
- 2015 : Paranormal Activity: The Ghost Dimension de Gregory Plotkin
- 2018 : Insidious : La Dernière Clé d'Adam Robitel
- 2021 : Paranormal Activity: Next of Kin de William Eubank
- 2023 : Insidious: The Red Door de Patrick Wilson

### En tant que scénariste
- 2007 : Paranormal Activity de lui-même
- 2012 : Chroniques de Tchernobyl de Bradley Parker
- 2015 : Area 51 de lui-même